# Karl von Griesheim
Karl August von Griesheim (né le 15 juillet 1799 à Pöthen et mort le 10 février 1878 à Potsdam) est un général de cavalerie prussien.

## Biographie

### Origine
Karl est le fils de Karl von Griesheim (de) (1756–1815) et de son épouse Henriette, née Winkler von Dölitz (1766–1849). Son père est seigneur de Netzschkau, Pöthen, Kleinzschocher et Obertau.

### Carrière militaire
Griesheim rejoint le 1er juillet 1815 le 3e régiment de hussards de l'armée prussienne et promu sous-lieutenant à la fin de janvier 1820. Pendant un an, il est affecté à l'escadron d'entraînement et, à partir de 1827, il sert comme adjudant régimentaire. Il est suivi en août 1833 par un commandement en tant qu'adjudant de la 4e brigade de cavalerie (de) à Stargard. Avec sa promotion au grade de premier lieutenant, Griesheim est relevé de ce commandement. Au début du mois de mai 1840, il a atteint le grade de capitaine et de commandant d'escadron. En tant que major, Griesheim reçoit le 5 février 1853 le commandement du 3e régiment de hussards et promu lieutenant-colonel à la fin de mars 1853. Le 24 avril 1854, il démissionne de son unité et est nommé commandant du régiment de dragons de la Garde. Promu colonel à la mi-juillet 1855, il sert du 4 avril au 17 mars 1858 comme commandant de la 5e brigade de cavalerie (de) à Francfort (Oder) et par la suite de la 1re brigade de cavalerie de la Garde à Potsdam. Il devient major général le 22 novembre 1858 et prend à la mi-novembre 1859 le commandement de la 2e brigade de cavalerie de la Garde (de) à Berlin. Fin 1860, Griesheim présente sa démission, qui est rejetée en janvier 1861. Il reste à son poste de commandant de brigade et reçoit la Grand-Croix de l' Ordre du Mérite de Saint-Michel en décembre 1861. Parallèlement, à partir de la mi-mai 1862, Griesheim est également chargé de représenter l'inspecteur de l'école d'équitation militaire. À la fin de l'été de la même année, Griesheim participe aux exercices de la cavalerie de la garde sous le commandement du général von Mutius. Le 29 janvier 1863, il est promu lieutenant général et transféré à Königsberg comme commandant de la 1re division d'infanterie. Pour se rétablir, Griesheim prend un congé de convalescence en Poméranie en octobre 1865. Comme il n'y a pas d'amélioration, il est placé à la pension légale le 7 décembre 1865.
Pendant la durée de la mobilisation pour la guerre contre l'Autriche en 1866, Griesheim est commandant général du commandement général adjoint du 3e corps d'armée à Berlin. À partir du 17 mai 1866, il reçoit également le commandement suprême de toutes les parties du Corps de la Garde qui restent dans sa zone de corps. Le roi Guillaume Ier lui décerne le grade de général de cavalerie le 3 janvier 1867. Griesheim reprend également son dernier poste de général commandant en 1870/71 pour la durée de la guerre contre la France . L'Empereur reconnaît ses nombreuses années de service le 30 juillet 1871 en lui décernant l'ordre de la Couronne, première classe, avec le ruban d'émail de l'ordre de l'Aigle rouge avec feuilles de chêne.

### Famille
Seigneur de Zetzin, Griesheim se marie Rosalie von Knebel-Döberitz (de) (1814–1881) le 1er octobre 1834 à Friedrichsdorf. Les enfants suivants sont nés du mariage :
- Witelo (1835–1893), lieutenant-colonel prussien, seigneur de Falkenburg
- Louise (1837–1908) mariée avec Hans von Grünberg (de) (1823–1911)
- Karl Albrecht (1839–1842)
- Klothilde (née en 1842) mariée avec Walter von Dobeneck (de), forestier en chef
- Hélène (née en 1843)
- Günther (né en 1845), premier lieutenant prussien
- Catherine (née en 1848), diaconesse